# Cillaeopeplus swezeyi
Cillaeopeplus swezeyi är en skalbaggsart som beskrevs av Ford 1958. Cillaeopeplus swezeyi ingår i släktet Cillaeopeplus och familjen glansbaggar. Inga underarter finns listade i Catalogue of Life.